# 羽入辰郎
羽入 辰郎（はにゅう たつろう、1953年2月 - ）は、日本の倫理学・文献学者。青森県立保健大学健康科学部理学療法学科教授。

## 経歴
新潟市生まれ。1978年埼玉大学教養学部卒、1979年日本社会事業学校研究科卒業。ソーシャル・ワーカーとしての勤務ののち、1984年東京大学文科三類に入学、オリエンテーション合宿において山中湖の東大生五人死亡事件に遭遇した。1989年東京大学教養学部教養学科第二「ドイツの文化と社会」分科を卒業。この頃からマックス・ヴェーバー批判の構想を温め、東京大学大学院人文科学研究科倫理学専修に進学し、濱井修に師事する。1995年「『倫理』論文におけるウェーバーの資料の取り扱い方について」により、東京大学博士（文学）。非常勤講師ののち、1999年より青森県立保健大学教授。1999年、日本倫理学会和辻哲郎賞受賞。

### ヴェーバー批判
博士論文をもとにした『マックス・ヴェーバーの犯罪』（2002年）で、『プロテスタンティズムの倫理と資本主義の精神』におけるヴェーバーの資料操作の問題点を指摘、2003年同書で山本七平賞を受賞した。ヴェーバーを専門とする東京大学名誉教授の折原浩はこれに対し、羽入を批判する著作を続けて刊行した。北海道大学准教授の橋本努は自身のホームページに「羽入・折原論争」のコーナーを開設し、複数の評者の意見をWeb上で公開した。羽入はネット上では論争にならないとして取り合わず、2008年に折原を批判する『学問とは何か』を上梓した。
『マックス・ヴェーバーの犯罪』の中心的論点は、ヴェーバーの引用する独訳聖書（「コリント人への第一の手紙」7章20節）におけるBeruf（宗教的召命と世俗的職業を同時に意味する）の訳語が、マルティン・ルター本人に由来するものではないというものであり、羽入はこれを（百年間誰も気づかなかった）「世界初の発見」（「エコノミスト」2002.12.10 P60、『学問とは何か』P228）としていた。しかし、実際には沢崎堅造『キリスト教経済思想史研究』（1965年未来社、初出論文は1937年刊行）によって同様の指摘がすでに行われていたことが判明し、「筆者は“Beruf”概念に関する議論に関して、筆者が世界で最初の発見者であるという主張をここで取り消す」と述べた。ただし、「先達者がいた、ということが分かったとしても学問的には何ら問題はないのである」（『学問とは何か』P194、196）としている。

## 著書
- 『マックス・ヴェーバーの犯罪 『倫理』論文における資料操作の詐術と「知的誠実性」の崩壊』（ミネルヴァ書房） 2002
- 『マックス・ヴェーバーの哀しみ  一生を母親に貪り喰われた男』（PHP新書） 2007
- 『学問とは何か 『マックス・ヴェーバーの犯罪』その後』（ミネルヴァ書房） 2008
- 『支配と服従の倫理学』（ミネルヴァ書房） 2009

## 関連サイト
- 「羽入-折原論争の展開」 - 本文中の橋本努准教授のサイト